# Eleição municipal de Bauru em 2012
A eleição municipal de Bauru em 2012 foi realizada em 7 de outubro de 2012 para eleger um prefeito, um vice-prefeito e 17 vereadores no município de Bauru, no Estado de São Paulo, no Brasil. O prefeito eleito foi Rodrigo Agostinho, do PMDB, com 82% dos votos válidos, sendo vitorioso logo no primeiro turno em disputa com três adversários, Clodoaldo Gazzetta (PV), Chiara Bassetto (DEM) e Paulo Sérgio Martins (PSTU). A vice-prefeita eleita, na chapa de Agostinho, foi Estela Almagro (PT).
O pleito em Bauru foi parte das eleições municipais nas unidades federativas do Brasil. Bauru foi um dos 1.022 municípios vencidos pelo PMDB; no Brasil, há 5.570 cidades.
A disputa para as 17 vagas na Câmara Municipal de Bauru envolveu a participação de 261 candidatos. O candidato mais bem votado foi o debutante Fábio Manfrinato, que obteve 7.939 votos (4,38% dos votos válidos).

## Antecedentes
Na eleição municipal de 2008, Rodrigo Agostinho, do PMDB, derrotou o candidato do PSDB Caio Coube no segundo turno. Esse pleito foi marcado por uma reviravolta, pois Agostinho havia sido apenas o segundo candidato mais bem votado no primeiro turno eleitoral. O candidato do PMDB foi eleito com 54,30% dos votos válidos, em 2008. Antes de vencer a eleição para prefeito, Agostinho foi duas vezes vereador em Bauru, em 2000 e 2004.

## Eleitorado

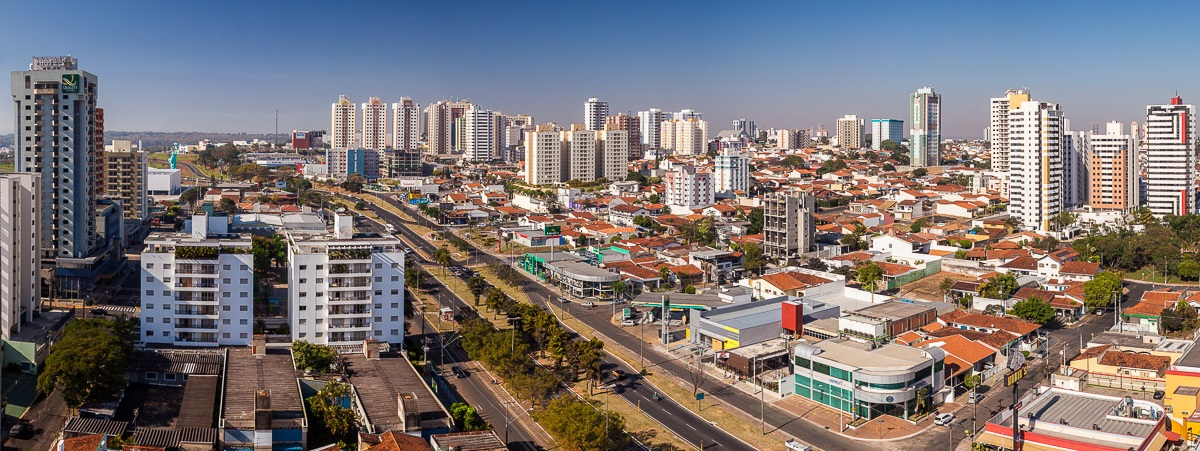
Vista panorâmica de Bauru, em 2013

Na eleição de 2012, estiveram aptos a votar 248.917 bauruenses, o que correspondia a 71,50% da população da cidade.

## Candidatos
Foram quatro candidatos à prefeitura em 2012: Rodrigo Agostinho do PMDB, Clodoaldo Gazzetta do PV, Chiara Bassetto do DEM e Paulo Sérgio Martins do PSTU.
|  | Candidato(a)         | Vice             | Partido | Coligação                                                                       |
|  | -------------------- | ---------------- | ------- | ------------------------------------------------------------------------------- |
|  | Rodrigo Agostinho    | Estela Almagro   | PMDB    | "Bauru de todos" (PRB/PP/PDT/PT/PTB/PMDB/PSC/PR/PPS/PSDC/PHS/PSB/PRP/PPL/PCdoB) |
|  | Clodoaldo Gazzetta   | Abel Cortez      | PV      | "Bauru nas mãos do povo" (PRTB/PV/PSD)                                          |
|  | Chiara Bassetto      | Gilson Rodrigues | DEM     | "Bauru merece muito mais" (DEM/PSDB)                                            |
|  | Paulo Sérgio Martins | Gisele Costa     | PSTU    | "PSTU"                                                                          |

## Campanha
As principais críticas que o prefeito Rodrigo Agostinho, em busca da reeleição, enfrentou durante a campanha disseram respeito à estrutura e atendimento do Departamento de Água e Esgoto. Também foram feitas menções a problemas no transporte coletivo, cujos funcionários paralisaram o serviço duas vezes durante a campanha.
Dentre as propostas de campanha de Agostinho, estiveram: a pavimentação de mil quadras em Bauru, até então de terra; a manutenção de duas mil quadras já asfaltadas; o tratamento de todo o esgoto pela Estação de Tratamento Vargem Limpa; a abertura de seis novos postos de abastecimento de água; e a criação da Fundação Estatal Regional de Saúde. Em atividades de campanha pelas ruas de Bauru, Agostinho afirmou estar espantado por seu sucesso, pois "era tratado como celebridade", de acordo com reportagem da Carta Capital.

### Pesquisas
Em pesquisa do Ibope, divulgada em 22 de agosto de 2012, Agostinho apareceu com 66% das intenções de voto. Clodoaldo Gazzetta, Chiara Bassetto e Paulo Sérgio Martins apareceram respectivamente com 6%, 5% e 2%.

O Ibope divulgou resultados de nova pesquisa, em 27 de setembro de 2012, e Agostinho aparecia com 72% das intenções de voto. Gazzetta e Bassetto apareciam empatados com 9% e Martins era o candidato preferido por 1% dos eleitores.

Em terceira pesquisa do Ibope, divulgada em 3 de outubro de 2012, Agostinho apareceu com 73% das intenções de voto. Gazzetta teve 10% e Bassetto apareceu com 7% das intenções de voto. Martins não pontuou.
| Data de realização                       | Data de divulgação     | Instituto | Número de registro no TRE | Contratante  | Entrevistados | Margem de erro | Candidato                | Candidato               | Candidato             | Candidato            | Não sabe/ Não respondeu | Brancos e nulos |
| Data de realização                       | Data de divulgação     | Instituto | Número de registro no TRE | Contratante  | Entrevistados | Margem de erro | Rodrigo Agostinho (PMDB) | Clodoaldo Gazzetta (PV) | Chiara Bassetto (DEM) | Paulo Martins (PSTU) | Não sabe/ Não respondeu | Brancos e nulos |
| ---------------------------------------- | ---------------------- | --------- | ------------------------- | ------------ | ------------- | -------------- | ------------------------ | ----------------------- | --------------------- | -------------------- | ----------------------- | --------------- |
| de 19 a 21 de agosto de 2012             | 22 de agosto de 2012   | Ibope     | SP 00370/2012             | TV Bauru S/A | 602           | ± 4%           | 66%                      | 6%                      | 5%                    | 2%                   | 11%                     | 9%              |
| de 24 a 26 de setembro de 2012           | 27 de setembro de 2012 | Ibope     | SP 01213/2012             | TV Bauru S/A | 602           | ± 4%           | 72%                      | 9%                      | 9%                    | 1%                   | 6%                      | 3%              |
| de 30 de setembro a 2 de outubro de 2012 | 3 de outubro de 2012   | Ibope     | SP-01558/2012             | TV Bauru S/A | 602           | ± 4%           | 73%                      | 10%                     | 7%                    | -                    | 5%                      | 5%              |

## Resultados

### Prefeito
No dia 7 de outubro, Rodrigo Agostinho foi reeleito com 82% dos votos válidos.
| Candidato(a)                | Vice                   | 1º Turno 7 de outubro de 2012 | 1º Turno 7 de outubro de 2012 |
| Candidato(a)                | Vice                   | Votação                       | Votação                       |
|                             |                        | Total                         | Porcentagem                   |
| --------------------------- | ---------------------- | ----------------------------- | ----------------------------- |
| Rodrigo Agostinho (PMDB)    | Estela Almagro (PT)    | 153.788                       | 82,00%                        |
| Clodoaldo Gazzetta (PV)     | Dr. Abel Cortez (PSD)  | 23.093                        | 12,31%                        |
| Chiara Bassetto (DEM)       | Gilson (PSDB)          | 9.977                         | 5,32%                         |
| Paulo Sérgio Martins (PSTU) | Gisele Costa (PSTU)    | 677                           | 0,36%                         |
| Total de votos válidos      | Total de votos válidos | 187.535                       | 91,93%                        |
| Votos em branco             | Votos em branco        | 5.504                         | 2,69%                         |
| Votos nulos                 | Votos nulos            | 10.937                        | 5,36%                         |
| Total                       | Total                  | 203.976                       | 100%                          |
| Abstenções                  | Abstenções             | 44.941                        | 8,07%                         |
| Votos apurados              | Votos apurados         | 203.976                       | 100%                          |
| Total de eleitores          | Total de eleitores     | 248.917                       | 100%                          |

### Vereador
Dos dezessete (17) vereadores eleitos, treze (13) eram em 2012 da base de Rodrigo Agostinho. Nove vereadores foram reeleitos, havia apenas uma mulher dentre os vereadores eleitos em 2012. O vereador mais votado foi Fábio Manfrinato (PR), que teve 7.939 votos. O PMDB é o partido com o maior número de vereadores eleitos (4), seguido por PT, PP, PSDB, PR e PV com dois cada. Tendo como principal bandeira de campanha a questão da acessibilidade, Manfrinato foi o vereador mais votado da história de Bauru.
| Resultado da eleição para a Câmara Municipal de Bauru em 2012 por candidato | Resultado da eleição para a Câmara Municipal de Bauru em 2012 por candidato | Resultado da eleição para a Câmara Municipal de Bauru em 2012 por candidato | Resultado da eleição para a Câmara Municipal de Bauru em 2012 por candidato | Resultado da eleição para a Câmara Municipal de Bauru em 2012 por candidato | Resultado da eleição para a Câmara Municipal de Bauru em 2012 por candidato |
| Candidato                                                                   | Número                                                                      | Partido                                                                     | Votos                                                                       | Porcentagem                                                                 |                                                                             |
| --------------------------------------------------------------------------- | --------------------------------------------------------------------------- | --------------------------------------------------------------------------- | --------------------------------------------------------------------------- | --------------------------------------------------------------------------- | --------------------------------------------------------------------------- |
| Fábio Manfrinato                                                            | 22222                                                                       | PR                                                                          | 7.939                                                                       | 4,38%                                                                       |                                                                             |
| Roberval Sakai                                                              | 11000                                                                       | PP                                                                          | 6.967                                                                       | 3,84%                                                                       |                                                                             |
| Fabiano Mariano                                                             | 12345                                                                       | PDT                                                                         | 6.595                                                                       | 3,64%                                                                       |                                                                             |
| Purini                                                                      | 15999                                                                       | PMDB                                                                        | 5.735                                                                       | 3,16%                                                                       |                                                                             |
| Roque                                                                       | 13613                                                                       | PT                                                                          | 4.014                                                                       | 2,21%                                                                       |                                                                             |
| Dra. Telma Gobbi                                                            | 15015                                                                       | PMDB                                                                        | 3.846                                                                       | 2,12%                                                                       |                                                                             |
| Moisés Rossi                                                                | 23333                                                                       | PPS                                                                         | 3.434                                                                       | 1,89%                                                                       |                                                                             |
| Dr. Raul                                                                    | 43066                                                                       | PV                                                                          | 3.370                                                                       | 1,86%                                                                       |                                                                             |
| Sandro Bussola                                                              | 13100                                                                       | PT                                                                          | 3.165                                                                       | 1,74%                                                                       |                                                                             |
| Natalino da Pousada                                                         | 43200                                                                       | PV                                                                          | 3.092                                                                       | 1,70%                                                                       |                                                                             |
| Pastor Luiz Barbosa                                                         | 14567                                                                       | PTB                                                                         | 2.989                                                                       | 1,65%                                                                       |                                                                             |
| Carlinhos do PS                                                             | 11444                                                                       | PP                                                                          | 2.959                                                                       | 1,63%                                                                       |                                                                             |
| Markinho da Diversidade                                                     | 15555                                                                       | PMDB                                                                        | 2.838                                                                       | 1,56%                                                                       |                                                                             |
| Batata                                                                      | 13123                                                                       | PT                                                                          | 2.679                                                                       | 1,58%                                                                       |                                                                             |
| Carlão do Gás                                                               | 22000                                                                       | PR                                                                          | 2.529                                                                       | 1,39%                                                                       |                                                                             |
| Mantovani                                                                   | 45444                                                                       | PSDB                                                                        | 2.526                                                                       | 1,39%                                                                       |                                                                             |
| Cláudio da Construção                                                       | 13013                                                                       | PT                                                                          | 2.152                                                                       | 1,19%                                                                       |                                                                             |
| Pastora Celina                                                              | 20123                                                                       | PSC                                                                         | 2.140                                                                       | 1,18%                                                                       |                                                                             |
| Catini                                                                      | 14345                                                                       | PTB                                                                         | 2.094                                                                       | 1,15%                                                                       |                                                                             |
| Lima Junior                                                                 | 45777                                                                       | PSDB                                                                        | 2.092                                                                       | 1,15%                                                                       |                                                                             |
| Faria Neto                                                                  | 15444                                                                       | PMDB                                                                        | 1.872                                                                       | 1,03%                                                                       |                                                                             |
| Segalla                                                                     | 25456                                                                       | DEM                                                                         | 1.859                                                                       | 1,02%                                                                       |                                                                             |
| Paulo Eduardo Martins                                                       | 45200                                                                       | PSDB                                                                        | 1.777                                                                       | 0,98%                                                                       |                                                                             |
| Dr Paulo Eduardo                                                            | 40789                                                                       | PSB                                                                         | 1.715                                                                       | 0,95%                                                                       |                                                                             |

| Votos nominais   | Votos nominais   | 166.151 | 91,60% |
| Votos em legenda | Votos em legenda | 15.232  | 8,40%  |
| Votos válidos    | Votos válidos    | 181.383 | 88,92% |
| Votos nulos      | Votos nulos      | 9.446   | 4,63%  |
| Votos em branco  | Votos em branco  | 13.147  | 6,45%  |
| Total            | Total            | 203.976 | 100%   |
| ---------------- | ---------------- | ------- | ------ |

## Análises

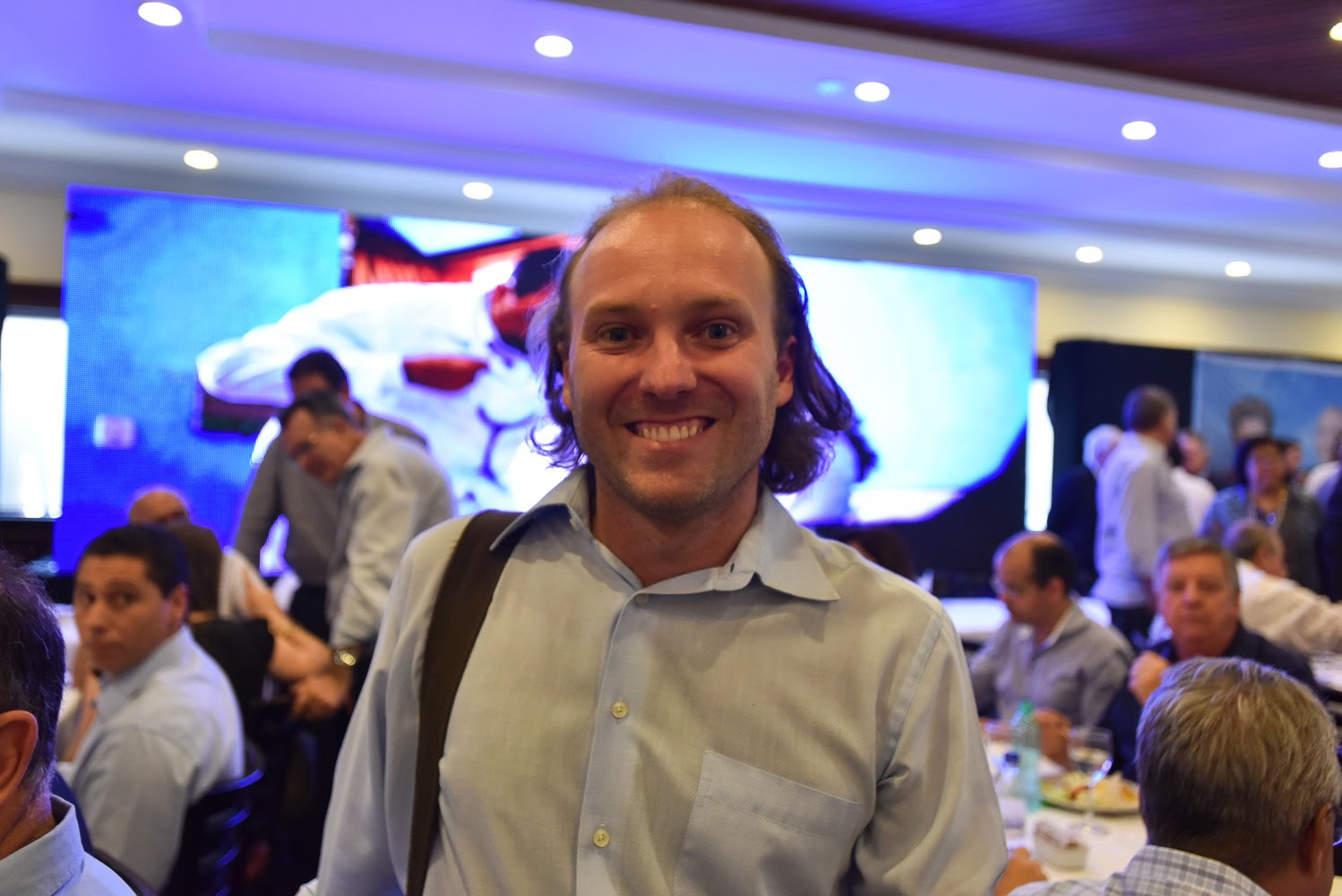
Rodrigo Agostinho, prefeito de Bauru, de 2008 a 2016

A vitória com folga de Rodrigo Agostinho para a prefeitura logo no primeiro turno foi considerada "um massacre". Em entrevista ao site G1, Agostinho declarou: "Estou muito contente com essas eleições, foi muito propositiva, com muitos debates e um trabalho intenso no corpo a corpo com os eleitores. Estou muito feliz com o resultado. É muita responsabilidade agora e temos que trabalhar com muito cuidado, porque são votos de uma população que está ansiosa por melhorias". Em entrevista à Carta Capital, Agostinho considerou que sua sinceridade e disponibilidade para atender questionamentos da população foram elementos decisivos para sua vitória.
Agostinho e a vice-prefeita Estela Almagro foram empossados em 1o de janeiro de 2013 para o segundo mandato consecutivo. A crise do PT no âmbito nacional teve impacto no governo de Bauru, levando ao rompimento entre Agostinho e Almagro, em 2016.